# Þorgnýr il Lögsögumaður

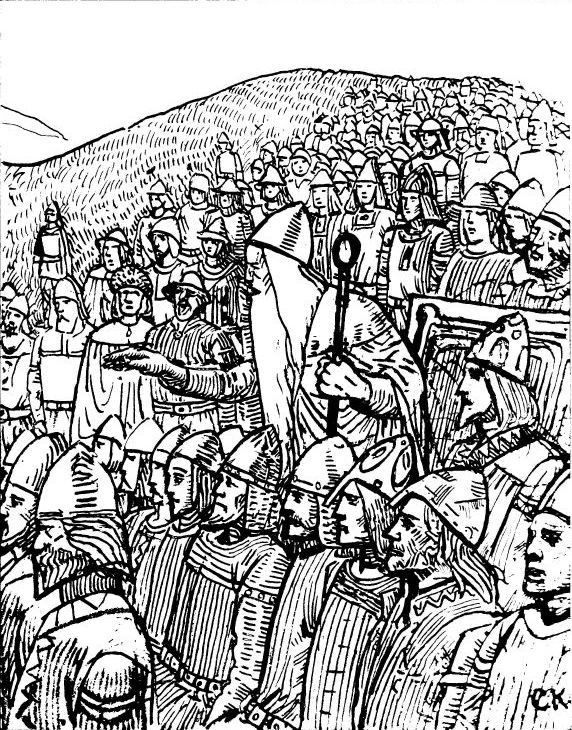
Torgny il Lagmann parla ad Uppsala, di C. Krogh

Þorgnýr il Lögsögumaður (antico islandese: Þorgnýr lögmaðr, svedese: Torgny Lagman) è una generazione di almeno tre lögsögumaður di nome Þorgnýr, apparsi nella Heimskringla dello studioso islandese Snorri Sturluson, e nei meno conosciuti Styrbjarnar þáttr Svíakappa e Hróa þáttr heimska. Furono i lagmann di Tiundaland, e tutti gli altri lagmann del regno svedese facevano capo a loro.

## Descrizione
Il più famoso, citato dalla Heimskringla, sarebbe vissuto al tempo di Olof III di Svezia e di Olaf II di Norvegia, e se ne parla approfonditamente su questa fonte. Questo Þorgnýr avrebbe basi storiche, ma l'opera di Snorri viene messa in dubbio dai moderni storici svedesi, che non hanno a disposizione l'originale documentazione svedese sui lagmann di Tiundaland di quel tempo.
Snorri sostiene che:
I due re erano in guerra, e molti saggi di Svezia e Norvegia tentavano di riappacificarli. Nel 1018 il conte Ragnvald Ulfsson e gli emissari del re norvegese (Björn Stallare e Halte Skeggesson) si presentarono presso il thing di Uppsala per convincere il re svedese ad accettare la pace, e garantire la cosa dando in moglie la figlia Ingegerd Olofsdotter al re di Norvegia.
Il re svedese si arrabbiò molto minacciando di bandire Ragnvald dal regno, ma Ragnvald venne appoggiato dal patrigno Þorgnýr il lagmann, lo svedese più saggio e rispettato.
Il carattere dei re svedesi è oggi diverso da quello che era un tempo. Mio nonno Thorgny potrebbe ben ricordare il re di Uppsala Eirik Eymundson, ed era solito dire di lui che quando si trovava nei suoi anni migliori faceva una spedizione ogni estate in stati diversi, conquistando per sé Finlandia, Carelia, Curlandia, Estonia, e tutti i vicini stati orientali; ed ancora oggi si possono vedere mura in terra, bastioni ed altre grandi opere che fece. E, inoltre, non era tanto superbo da non ascoltare le persone che avevano qualcosa da dirgli. Mio padre, ancora, fu a lungo con re Bjorn, e conosceva bene i suoi modi di comportarsi. Durante la vita di Bjorn il regno fu forte, e nessuno soffri' la povertà, ed era molto amichevole. Ricordo anche re Erik il Vittorioso, e fui con lui in molte spedizioni di guerra. Egli allargò il dominio svedese, difendendolo valorosamente; era semplice e piacevole parlare con lui delle nostre idee. Ma il re che abbiamo adesso non permette a nessuno di dirgli qualcosa, a meno che non sia quello che vuole sentire. Solo su questo basa il proprio potere, mentre permette ai suoi territori [quelli che pagavano gli svedesi per avere protezione] negli altri stati di staccarsi da noi per colpa della sua pigrizia e debolezza. Vuole avere sotto di lui il regno di Norvegia, cosa che nessun altro re svedese ha mai preteso, ed intraprende guerre facendo soffrire molte persone. Ora questo è il nostro volere, noi pretendiamo, che re Olaf faccia pace col re norvegese, Olav II, e dia in moglie a lui la figlia Ingegerd. Possa poi, comunque, riconquistare i regni orientali che i nostri avi avevano preso, e per questo motivo lo seguiremo in guerra. Ma se non farà come vogliamo, noi attaccheremo lui, e lo uccideremo; non permetteremo più che legge e pace vengano disturbate. Così fecero i nostri avi, quando affogarono cinque re in una palude a Mula-thing, ed erano colmi dello stesso insopportabile orgoglio che oggi ci appartiene. Ora dica a noi, in fretta, quale decisione intende prendere.
E l'intero pubblico approvò, con fragore di armi e grida, le parole del lagmann.»
Queste parole convinsero il re ad accettare, promettendo pace al re di Norvegia e dandogli la figlia. Comunque, in seguito, ruppe la promessa fatta.
Nello Styrbjarnar þáttr Svíakappa circa Styrbjörn Starke, appare un Þorgnýr il Lagmann che probabilmente è il padre del Þorgnýr citato da Snorri. Questo Þorgnýr il Lagmann era molto vecchio, quasi cieco, non potendo quindi prendere parte alla battaglia tra Erik VI di Svezia e Styrbjörn. Influenzò comunque la battaglia guidando il bestiame ed i cavalli contro l'armata danese. Questi animali vennero bardati con lance e picche facendo molti morti tra l'esercito di Styrbjörn. Questo Þorgnýr viene citato anche nella Hróa þáttr heimska come uomo vecchio e saggio.